# Adaptador
|  | Per a altres significats, vegeu «Adaptador (desambiguació)». |

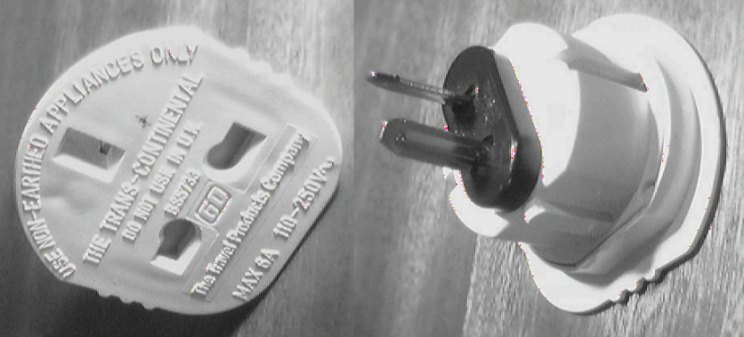
Aquest adaptador de viatge d'endoll de xarxa permet connectar endolls britànics a endolls americans o australians.

Un adaptador és un element que adapta o permet adaptar. En l'entorn elèctric és dispositiu que converteix els atributs d'un dispositiu o sistema elèctric en els d'un altre dispositiu o sistema incompatible. Alguns modifiquen els atributs de alimentació elèctrica o senyal, mentre que d'altres simplement adapten la forma física d'un connector a un altre.

## Adaptadors de viatge
Molts països vinculats a Europa utilitzen electricitat de la xarxa de CA de 230 volts i 50 Hz, utilitzant una varietat d'endolls i endolls. La dificultat sorgeix en moure un aparell elèctric entre països que utilitzen endolls diferents. Un adaptador d'alimentació elèctrica passiva, de vegades anomenat endoll de viatge o adaptador de viatge, permet utilitzar un endoll d'una regió amb una presa de corrent estrangera. Com que altres països subministren 120 volts i 60 Hz CA, l'ús d'un adaptador de viatge en un país amb un subministrament diferent suposa un perill per a la seguretat si el dispositiu connectat no admet ambdues tensions d'entrada.

## Adaptadors AC-DC

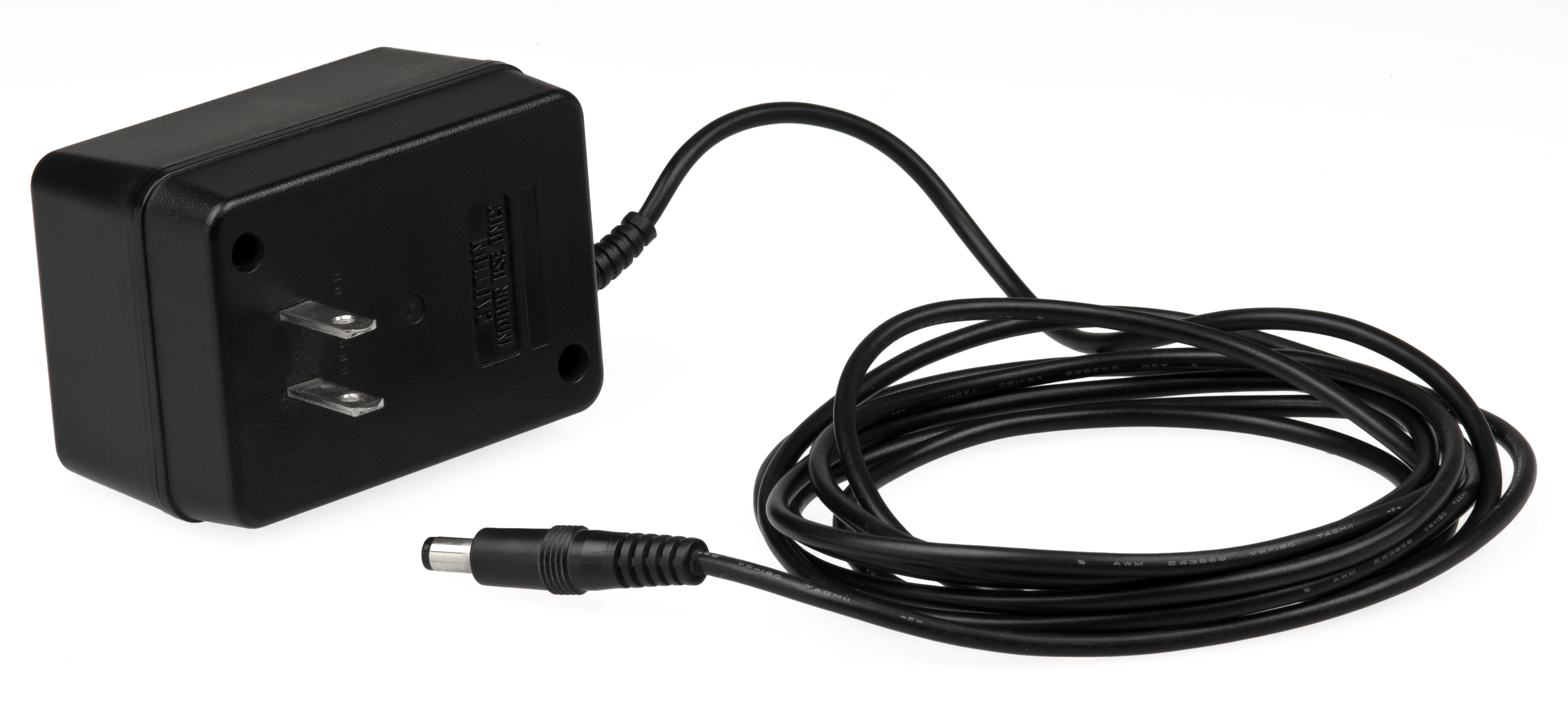
Un adaptador de CA tipus "cub d'alimentació".

Una font d'alimentació de CA a CC adapta l'electricitat de la tensió de la xarxa domèstica (ja sigui de 120 o 230 volts CA ) a CC de baixa tensió adequada per alimentar l'electrònica de consum. Les fonts d'alimentació petites i separades per a l'electrònica de consum s'anomenen adaptadors de CA o, de manera diferent, maons d'alimentació, berrugues de paret o carregadors.

## Adaptadors d'ordinador
Un controlador amfitrió connecta un ordinador a un dispositiu perifèric, com ara un dispositiu d'emmagatzematge, una xarxa o un dispositiu d'interfície humana. Com que un controlador amfitrió també es pot veure com un pont entre els protocols utilitzats als busos entre el perifèric i l'ordinador, i internament a l'ordinador, també s'anomena adaptador de bus host. De la mateixa manera, els tipus específics es poden anomenar adaptadors: un controlador d'interfície de xarxa es pot anomenar adaptador de xarxa i una targeta gràfica un adaptador de pantalla.
Els adaptadors (de vegades anomenats dongles ) permeten connectar un dispositiu perifèric amb un endoll a una presa diferent de l'ordinador. Sovint s'utilitzen per connectar dispositius moderns a un port antic d'un sistema antic, o dispositius antics a un port modern. Aquests adaptadors poden ser totalment passius o contenir circuits actius.
Un tipus comú és un adaptador USB.
Un tipus d'adaptador de port sèrie permet connexions entre connectors de 25 i nou contactes, però no afecta els atributs relacionats amb l'alimentació elèctrica i la senyalització.

## Adaptadors de programes
Dins d'un programa informàtic, un adaptador és una peça de codi que compleix amb una interfície d'un component existent mentre utilitza una altra implementació, com per exemple una impressora virtual.